# Minas Tênis Clube
Minas Tênis Clube, afgekort als Minas of Minas TC, is een club in de Braziliaanse stad Belo Horizonte in de deelstaat Minas Gerais. De club is opgericht in 1935 en is zowel een sociëteit als een sportvereniging; in 2019 had hij meer dan 81 duizend leden. De vereniging heeft twee locaties in de stad – Minas I en Minas II – en twee locaties buiten de stad – de Minas Tênis Country Clube en de Minas Tênis Náutico Clube. Daarnaast beschikt de club met de Arena Juscelino Kubitschek over een eigen sportzaal. Minas staat vooral bekend om zijn professionele sportteams en atleten in onder meer het basketbal, het volleybal en de zwemsport.

## Geschiedenis
Het land waar later de Minas Tênis Clube zou komen was in het stedenbouwkundig plan van Belo Horizonte uit de jaren 1890 aangewezen als locatie voor een dierentuin. Rond het begin van de jaren 1930 was de plek door de groei van de stad omringd geraakt met woonwijken. Bovendien lag het dicht bij het Palácio da Liberdade dat destijds de ambtswoning van de gouverneur van Minas Gerais was. Het plan voor een dierentuin leidde bij omwonenden en ambtenaren tot zorgen over de omgeving en de hygiëne. Daarnaast kende de stad weinig vrijetijds- en sportvoorzieningen. Toenmalig burgemeester Octacílio Negrão de Lima stelde daarom voor om op de geplande locatie voor de dierentuin een sportfaciliteit te bouwen.
Tegelijkertijd hadden prominenten uit de bovenklasse van Belo Horizonte onder leiding van Necésio Tavares het plan opgevat om een sportclub op te richten. Tavares had eerder een eigen volleybalteam opgezet en wilde fondsen en sponsoren werven voor een grotere sportvereniging. De destijds 23-jarige Waldomiro Salles Pereira wilde een tennisclub oprichten en besloot nadat hij van de plannen van Tavares had gehoord om samen op te trekken. Het tweetal ontwikkelde het idee voor de Serra Tênis Clube. De groep van Tavares en Pereira was bekend met de ambities van de burgemeester en vroeg hem om het land te schenken aan de nieuw te stichten vereniging. De Lima ging akkoord onder de voorwaarden dat de naam veranderd zou worden in Minas Tênis Clube en dat de eerste voorzitter van de club werd aangesteld door Benedito Valadares, de toenmalig gouverneur van Minas Gerais. Zo geschiedde en op 15 november 1935 werd de Minas Tênis Clube in de Automóvel Clube de Minas Gerais opgericht; Tavares werd aangesteld als de eerste voorzitter van de vereniging.

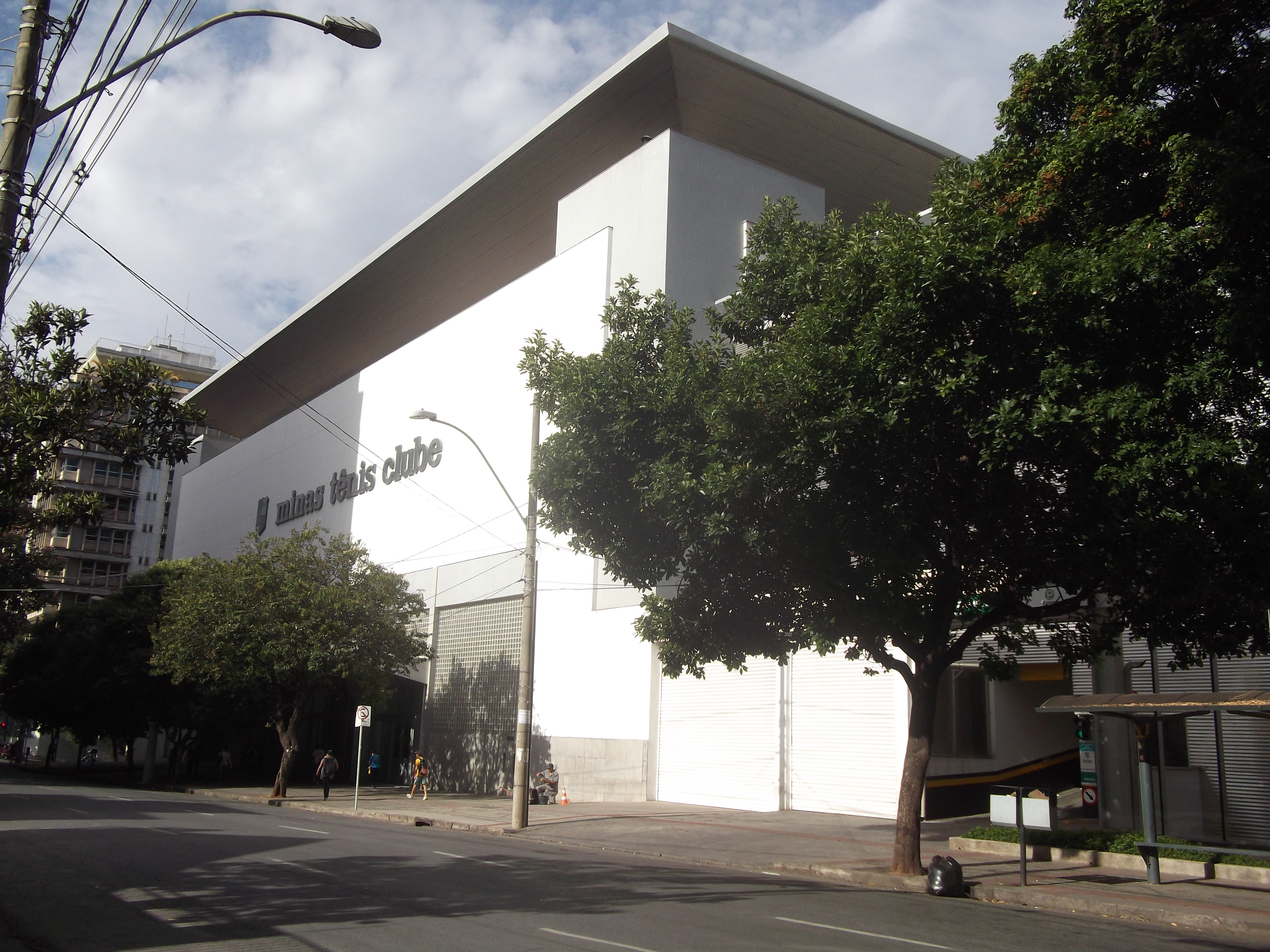
de Arena Juscelino Kubitschek

## Accommodaties
De accommodaties van Minas hebben een gezamenlijke oppervlakte van 417.000 m², verspreid over vier locaties in en om de stad. Het complex Minas I ligt in het centrum van de stad in de wijk Lourdes en is de oorspronkelijke locatie van de club. Het heeft een oppervlakte van 31.000 m² en beschikt onder andere over de Arena Juscelino Kubitschek, zwembanen en tennisbanen. Minas II in de wijk Serra werd in de jaren 1980 gerealiseerd toen de club uitbreiding behoefde. De oppervlakte bedraagt zo'n 34.000 m² en het complex biedt plaats aan meerdere sportvelden, zwembaden en een hoofdgebouw waarin de administratie is ondergebracht. De Minas Tênis Country Clube ligt ten oosten van de stad in de Serra do Curral en is 2000 aangekocht door Minas. Het heeft een oppervlakte van meer dan 285.000 m² en bestaat voor een groot deel uit bos. De Minas Tênis Náutico Clube is tot slot gelegen aan het Lagoa dos Ingleses, een kunstmatig meer ten zuiden van de stad in de gemeente Nova Lima. De accommodatie is tussen 1998 en 2000 gebouwd en heeft een oppervlakte van 117.000 m².

## Sporten
Minas is op professioneel niveau actief in verschillende sporten: basketbal (mannen), judo, tennis, trampolinespringen, turnen, volleybal (mannen en vrouwen), zaalvoetbal (mannen) en zwemmen. Zowel de basketballers als de zaalvoetballers spelen in de hoogste divisies van de Braziliaanse competitie. Bij het volleybal zijn de mannen met negen landstitels het meest succesvolle team van Brazilië; de vrouwen zijn met zeven titels het op een na succesvolste team van het land. Succesvolle atleten die bij Minas gejudood hebben zijn Luciano Corrêa, Ketleyn Quadros en Érika Miranda en onder de zwemmers bevinden zich onder andere Kaio de Almeida, Thiago Pereira en César Cielo.